# Paràbola del fill pròdig

El retorn del fill pròdig és una obra de Rembrandt van Rijn - 1663-1665.

La Paràbola del fill pròdig és la denominació popular d'un dels ensenyaments de Jesús, recollida al Nou Testament per l'Evangeli de Lluc (Lluc, 15: 11-32).

## Narració de la paràbola
Un pare que té dos fills rep del més petit la petició que li lliuri la part d'heretatge que li pertoca per a anar-se'n de casa i menar la seva vida. El pare hi accedeix i el noi se'n va. Lluny de l'emparament familiar, el noi es lliura a una vida desenfrenada, de luxe i de vici, que fa que aviat resti sense patrimoni.
Finalment, sentint-se desesperat, decideix de tornar a casa del pare per a implorar-ne la clemència. Quan hi arriba, li demana al pare que l'aculli com un dels seus jornalers perquè no se sent digne de merèixer res més. Però el pare és misericordiós i el perdona, crida tots els criats i demana que es prepari un gran àpat per a festivar el retorn del fill perdut.
El fill primogènit, però, que havia restat a casa del pare i havia treballat i s'havia comportat com un bon fill, sent gelosia pel tracte que el pare dispensa al seu germà. El pare li explica que malgrat els errors comesos, l'alegria de retrobar el fill foraviat és la cosa més bella per a un pare.

## Significança de la paràbola
El significat de la paràbola és la misericòrdia d'un Déu bondadós que valora per sobre de tot formalisme o convencionalisme el perdó dels pecats i el penediment dels homes. Per això, diversos teòlegs han considerat que el millor exemple de l'ensenyament contingut en la Bíblia és la de "Paràbola del pare misericordiós", perquè s'hi reflectiria més bé la finalitat del missatge de Jesús.